# 城市競爭力
城市競爭力乃各國的「城市發展研究」相關機構，針對全球各個主要城市以指標和指數來評鑑的年度總評。這些總評以報告的形式於網路或書面發布評鑑內容和綜合指數。相關定義包括：
- 『最終，具競爭力的區域和城市將是企業和就業人士準備投資之地』（Kitson, M and Tyler et al., 2004）
- 『是創造、維持和迎上國際競爭，以達成相對高收入、高度就業率的能力』（Cellini, 2000）
- 『一個具有競爭力的經濟體，能使公民於可持續的基礎上，享有高度和具成長性的生活品質』（European Commission, 2004）
- 『持續提昇商務環境、技術基礎，提高政治、社會及文化建設，以吸引和維護高成長、能創新、有營收的企業與高知識、具創意、富開創性的員工之能力；使企業和勞動者得以繼續創造高成長率、高生產力、高就業率、高薪資、高平均每人國內生產毛額和低社會不公平性、低社會邊緣感』（Simmie et al, 2006）
- 『在完全競爭的態勢下，所有的公司充分利用資金和銀行利率來達成目標；未能充分利用者，則被迫退出市場』（Meyerhoff, 2005）
- 『城市競爭力是.. 城市或市政府，經由提供利於成長的條件，以支持企業進入市場的能力，例如基礎建設、人力資源、市場准入等』（Mayerhof, 2005）

市政府通常在城市競爭力的創造面和管理面上，負有關鍵任務：
- 聯結–航空、航海、陸路、鐵路和通訊；
- 市場–物品、財務；
- 特定關鍵產業–財務、零售貿易、文化、健康照護和運動；
- 責任–鎖定並執行市政府的策略領導力與遠見。

 

各相關機構對於評鑑城市競爭力的總體指標各有不同，評鑑範圍可能包括：
- 投資環境
- 政治暨經濟穩定
- 生活品質暨社會環境
- 全球聯結
- 人力資源
- 產業群聚
- 企業營運等；

以下再細分為個體指數。
通常列入「城市競爭力報告」之城市為各國的首都、第一大城市、第一大港口，或是區域經濟與重要產業的中心，有交通往來方便、市民文化程度與收入水準高，工商業發達、房地產價格居高不下、購物中心林立等共同特色。

## 外部連結
- City Competitiveness (2007) （页面存档备份，存于）
- The Changing Forces of Urban Economic Development: Globalization and City Competitiveness in the 21st Century (1998) （页面存档备份，存于）